# لوكي

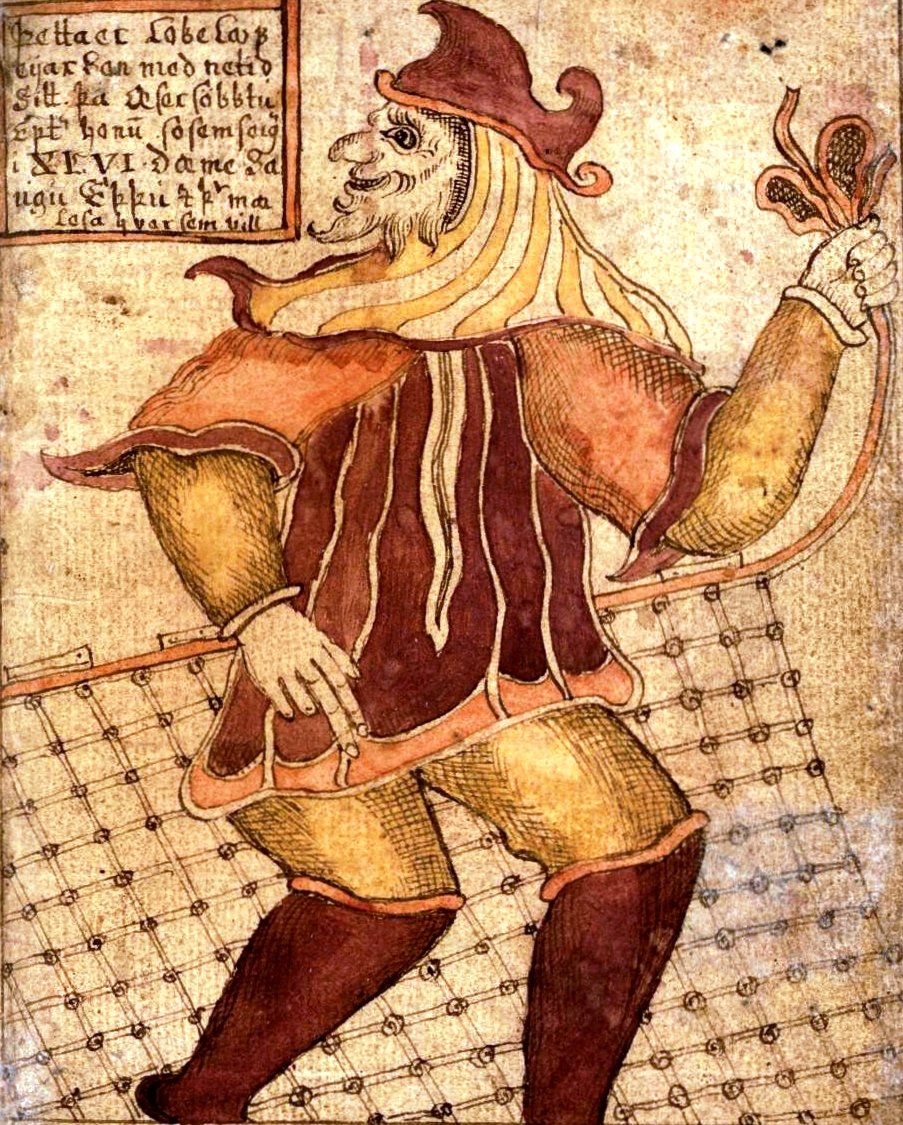
مخطوطة الآيسلندية تعود للقرن 18 توضح صورة لوكي

لوكي (بالإنجليزية: Loki) كيان الشغب والمشاكسة والأذى في الميثولوجيا النوردية. ابن العملاقين فاربوتي ولوفي، وابن بالتبني للإله أودن. يوصف بأنه مبتكر كل أنواع الاحتيال. خالط الآلهة بحرية، حتى أنه أصبح أخاً لثور بالدم، وبالرغم من البحوث، فإن شخصية لوكي تبقى مبهمة، حيث لايوجد مايدل على طائفة كانت تتبعه. وفي بنود الأسطورة فإن لوكي ليس إلهاً، ولايوجد له أتباع، فهو إذن شخصية ميثولوجية، أكثر من كونه إلهاً. ويدعم هذا حقيقة أنه ليس من معسكر فانير ولا من بين آلهة الآيسر وهما المعسكران اللذان ضما الآلهة الإسكندنافية. وتضعه مصادر أخرى ضمن معسكر الآسر، بسبب علاقته الطيبة بأودين، وإقامته بين آلهة الآسر معظم الوقت.

## أصل التسمية والأسماء البديلة
لقد دار جدل واسع حول أصل اسم لوكي (Loki). ففي بعض الأحيان، رُبط الاسم بالكلمة النوردية القديمة "لوغي" (logi) التي تعني "لهب"، ولكن لا يبدو أن هناك أساسًا لغويًا متينًا يدعم هذا الربط. بل إن المتغيرات الإسكندنافية اللاحقة للاسم (مثل لوكّي (Lokki) بالفاروية، ولوكه (Loke) بالدنماركية، ولوكه (Loke) ولوكّه (Lokke) بالنرويجية، ولوكي (Luki) ولوكو (Luku) بالسويدية) تشير إلى أصل من الجذر الجرماني luk-، والذي يدل على الأشياء المتعلقة بالعقد والتشابكات، مثل العقد، والخطاطيف*، والغرف المغلقة، والأقفال. يتوافق هذا المعنى مع استخدامات مثل الكلمة السويدية "لوكانات" (lockanät) والفاروية "لوكانت" (lokkanet) اللتين تعنيان "شبكة العنكبوت" (وحرفيًا "شبكة لوكي"). وكذلك الحال مع الكلمة الفاروية "لوكي-غريندالوككي-غريندالوكور" (lokki~grindalokki~grindalokkur) التي تشير إلى "أبو طويلة"، وهي تسمية تطلق على كل من ذبابات الرافعة وحصادات العناكب. ويضاف إلى ذلك الكلمة السويدية الحديثة "لوكسبيندلار" (lockespindlar) التي تعني "عناكب لوكي". في بعض التقاليد السويدية الشرقية، تظهر أشكال من الاسم تبدأ بحرف "ن" مثل "نوك" (Nokk(e)) للإشارة إلى نفس الشخصية. وهذا يتوافق مع أصل كلمة *luk-، حيث استخدمت تلك اللهجات باستمرار جذرًا مختلفًا، وهو الجذر الجرماني *hnuk-، في السياقات التي استخدمت فيها الأنواع الغربية *luk-. على سبيل المثال: "نوك" (nokke) يقابله "نيكل" (nøkkel) (بمعنى 'مفتاح' في الإسكندنافية الشرقية)، تمامًا كما يقابل "لوكي-لوك" (loki~lokke) كلمة "ليكيل" (lykil) (بمعنى 'مفتاح' في الإسكندنافية الغربية).
على الرغم من الاقتراح بأن هذا الارتباط بالإغلاق قد يشير إلى دور لوكي الكارثي في "راجناروك" (Ragnarök)، إلا أن "هناك قدرًا لا بأس به من الأدلة على أن لوكي في المجتمعات ما قبل الحديثة كان يُعتقد أنه المسبب للعقد/التشابكات/الحلقات، أو أنه هو نفسه يمثل عقدة/تشابك/حلقة. وبالتالي، من الطبيعي أن يكون لوكي هو مخترع شبكة الصيد، التي تتكون من حلقات وعقد، وأن كلمة لوكي (loki, lokke, lokki, loke, luki) هي مصطلح يطلق على صانعي شبكات العنكبوت: أي العناكب وما شابهها". ورغم أن هذه الهوية كـ"مُشابِك" لم تكن بارزة في أقدم المصادر، فقد تكون هي المعنى الاشتقاقي لاسم لوكي.
في قصائد مختلفة من "إيدا الشعرية" (المقطع 2 من Lokasenna، والمقطع 41 من Hyndluljóð، والمقطع 26 من Fjölsvinnsmál)، وأجزاء من "إيدا النثرية" (الفصل 32 من Gylfaginning، والمقطع 8 من Haustlöng، والمقطع 1 من Þórsdrápa)، يُشار إلى لوكي بدلاً من ذلك باسم "لوبر" (Loptr). يُعتبر هذا الاسم مشتقًا عمومًا من كلمة "لوفت" (lopt) النوردية القديمة التي تعني "هواء"، وبالتالي يشير إلى ارتباطه بعنصر الهواء.
كما يُستخدم اسم "هفيدرونغر" (Hveðrungr) (بالنوردية القديمة: 'الزئير'؟) في الإشارة إلى لوكي. يظهر هذا الاسم في تسميات "هيل" (Hel) (كما في Ynglingatal، حيث تُدعى hveðrungs mær)، وفي الإشارة إلى "فنرير" (Fenrir) (كما في Völuspa).

## شهادات
إيدا الشعرية 
يظهر لوكي في العديد من الإيدا الشعرية مثل Völuspá و Hyndluljóð وÞrymskviða و Reginsmál.Völuspá في المقطع 35 من القصيدة الشعرية Völuspá يقول فيها من بين أشياء أخرى كثيرة، ترى سجين يجلس وحده مع زوجته روكي. 

## أبناء لوكي
كان للوكي أولاد متوحشين:
- فنزير: هو أحد أبناء لوكي ويصور على أنه ذئب متوحش ضخم وتنبأ أنه سيقتل الإله اودين خلال معركة راجناروك وفي نثر إيدا ترد معلومات اضافية حول فنزير بما في ذلك نبوءات الالهة حول أنه سريع النمو ومسبب للمتاعب.
- هيل: وهي ابنة لوكي وهي الهة الموت تصور على انثى نصف جسدها لونه أزرق والنصف الآخر ملون، ولها مظهر كئيب خلال أحداث راجناروك يتم نفي هيل إلى عالم الجليد.
- جورمونغاندر: هو ابن لوكي الأوسط ويصور على أنه افعى عملاقة لدرجة أنه احاط محيط مدكارد في معركة راجناروك يتم قتله على يدي ثور ولكن يتم قتل ثور ايضاً.

## السجل الأثري

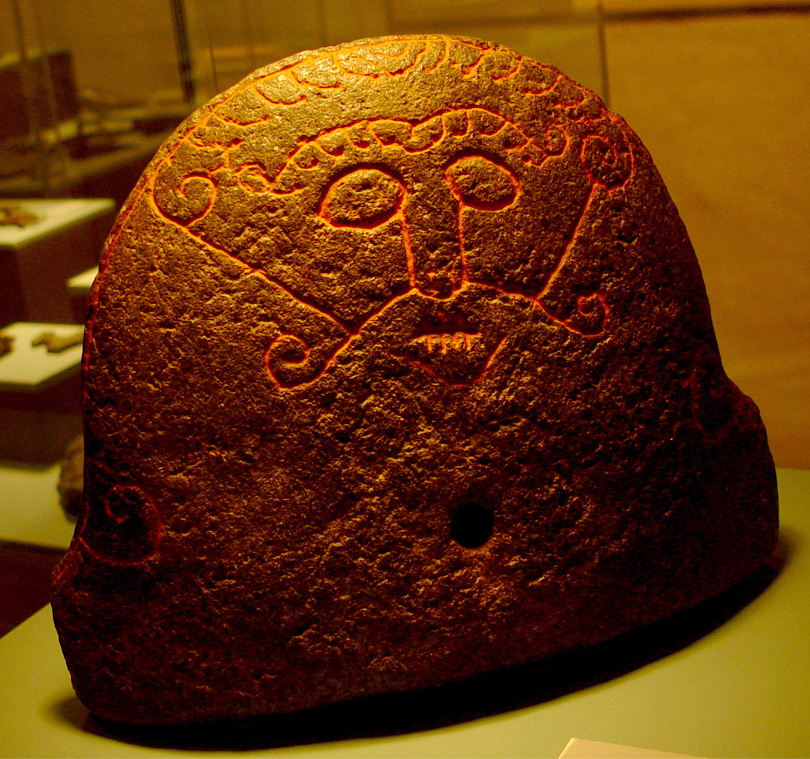
من المحتمل أن تكون الرسمة في حجر سنابتون تجسيدًا للوكي.

### حجر سنابتون
في عام 1950، اكتُشف حجر مسطح شبه دائري يصور وجهًا ذا شارب على شاطئ بالقرب من سنابتون، الدنمارك. صُنع الحجر من حجر الصابون الذي نشأ في النرويج أو السويد، ونُحت التصوير حوالي عام 1000 بعد الميلاد، ويظهر عليه وجه بشفاه مشوهة.يُعرف هذا الشكل بأنه لوكي بسبب شفاهه، التي تُعتبر إشارة إلى قصة مسجلة في "سكالدسكابارمال" (Skáldskaparmál) حيث يقوم أبناء إفالدي (Ivaldi) بخياطة شفاه لوكي.
يُعرف الحجر بأنه حجر موقد؛ حيث كان يُدخل فوهة المنفاخ في الفتحة الأمامية للحجر، ويدفع الهواء الذي ينتجه المنفاخ اللهب عبر الفتحة العلوية، بينما كان المنفاخ محميًا من الحرارة واللهب. قد يشير الحجر إلى وجود علاقة بين لوكي وأعمال الحدادة واللهب. ووفقًا لهانس يورغن مادسن، فإن حجر سنابتون هو "أجمل حجر موقد معروف". يُعرض الحجر حاليًا في متحف مويسغارد (Moesgård Museum) بالقرب من آرهوس، الدنمارك.